# Villa Dell'Acqua-Lazzati-Bombelli
Villa Dell'Acqua-Lazzati-Bombelli è un edificio storico di Legnano, comune della città metropolitana di Milano, in Lombardia. L'edificio, che si trova nel centro della città in via Lampugnani, sulla riva sinistra del fiume Olona, è un classico esempio di villa padronale di inizio XX secolo.

## Storia
L'edificio venne costruito nel 1904 su progetto dell'architetto Antonio Tagliaferri e calcoli strutturali dell'ingegner Casati. Venne commissionata dai fratelli Dell'Acqua, fondatori dell'omonimo cotonificio, come propria residenza. Il cotonificio Dell'Acqua, davanti al quale fu eretta la villa, fu fondato nel 1894 a Legnano e chiuse nel 1965. Lo stabilimento di Legnano fu demolito quattro anni dopo la chiusura, nel 1969: al suo posto ora si trovano dei parcheggi e il parco pubblico di via Diaz. La proprietà della villa passò poi alla famiglia Lazzati e in seguito alla famiglia Bombelli, da cui il nome dell'edificio.

## Caratteristiche

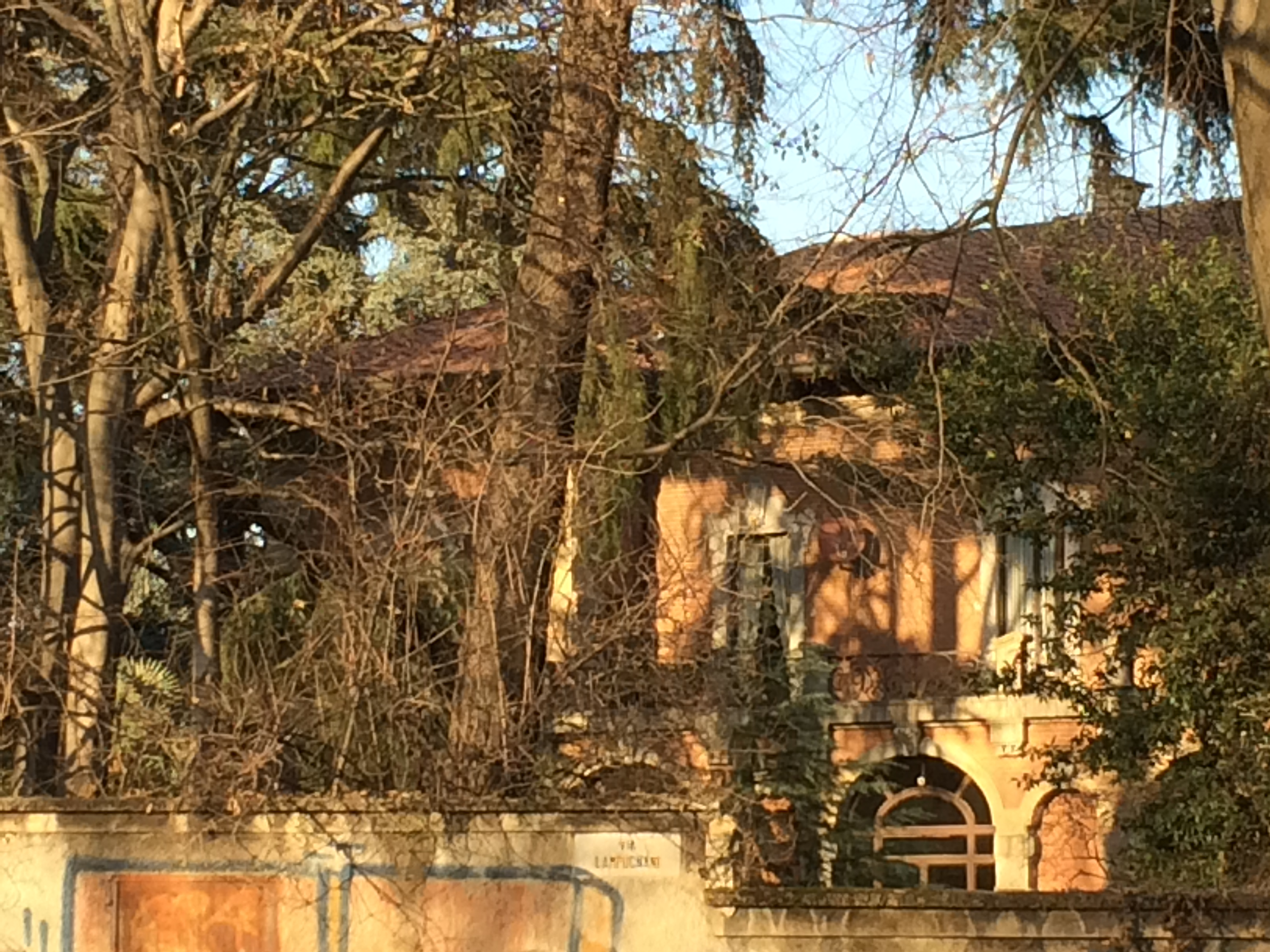
La villa allo stato attuale

La costruzione, che si sviluppa su due piani, è circondata da un ampio giardino. Lo stile architettonico dell'edificio richiama il Rinascimento lombardo e il romanico lombardo, due stili in voga diversi secoli prima la costruzione della villa. Inoltre, per l'edificazione, sono stati utilizzati dei materiali che erano comunemente adoperati all'inizio del XX secolo per realizzare gli stabilimenti industriali, come i mattoni a vista e il granito. Questo edificio rappresenta quindi un classico esempio di villa padronale di inizio XX secolo.